# Marchhorn
Marchhorn är en bergstopp i Schweiz.   Den ligger i kantonen Ticino, i den sydöstra delen av landet, 100 km sydost om huvudstaden Bern. Toppen på Marchhorn är 2 962 meter över havet, eller 334 meter över den omgivande terrängen. Bredden vid basen är 3,2 km.
Terrängen runt Marchhorn är bergig österut, men västerut är den kuperad. Runt Marchhorn är det mycket glesbefolkat, med 5 invånare per kvadratkilometer.. Närmaste större samhälle är Cevio, 18,1 km sydost om Marchhorn. 
I omgivningarna runt Marchhorn växer i huvudsak blandskog.